# Połczyn Zdrój (stacja kolejowa)
Połczyn Zdrój – zlikwidowana stacja kolejowa w Połczynie-Zdroju w Polsce, w województwie zachodniopomorskim, w powiecie świdwińskim, w gminie Połczyn-Zdrój.
Ostatni pociąg pasażerski opuścił stację 29 maja 1999 roku o godzinie 14.10.
W nocy z 17 na 18 lipca 2012 roku budynek dworca, w którym mieszkały trzy rodziny (7 osób), doszczętnie spłonął podczas pożaru. Tego samego roku rozebrano układ torowy stacji, pozostawiając jedynie urwaną linię od strony stacji Świdwin, którą rozebrano 2 lata później. W 2018 wyburzono zniszczony budynek dworca oraz wieżę ciśnień.